# Tuệ Trung Thượng Sĩ
Tuệ Trung Thượng sĩ (慧中上士; 1230 - 1291) tên thật là Trần Tung (陳嵩, hay Trần Quốc Tung), là một tôn thất hoàng gia, nhà quân sự, cư sĩ đắc đạo của Đại Việt đời Trần. Ông có tước hiệu Hưng Ninh Vương, từng cầm quân 2 lần đánh bại Nguyên-Mông xâm lược (năm 1285 và 1287), và là một thiền sư Phật giáo Đại thừa. Ông là đạo huynh của vua Trần Thánh Tông, là người hướng dẫn vua Trần Nhân Tông vào cửa Thiền và có nhiều ảnh hưởng đặt nền móng cho sự phát triển Thiền phái Trúc Lâm ở Đại Việt thế kỷ 13 – 14.

## Thân thế
Ông là người Tức Mặc, phủ Thiên Trường, nay thuộc tỉnh Nam Định. Ông là con trưởng của An Sinh vương Trần Liễu (nguyên tác chép An Ninh vương), anh ruột của Hưng Đạo Vương Trần Quốc Tuấn và Hoàng hậu Nguyên Thánh Thiên Cảm húy Thiều, vợ vua Trần Thánh Tông.

## Sự nghiệp
Trong cuộc kháng chiến chống Nguyên Mông lần 2 (1285) và lần 3 (1287-1288), ông đều trực tiếp tham gia . Theo các bộ sử Trung Quốc, ngày 10 tháng 6 năm 1285, ông cùng với Hưng Đạo Vương đem hơn hai vạn quân giao chiến với tướng nhà Nguyên là Lưu Thế Anh và đuổi Thoát Hoan chạy dài đến sông Như Nguyệt (sông Cầu). Trong cuộc kháng chiến lần thứ ba, ông còn được giao những nhiệm vụ ngoại giao quan trọng, từng đến đồn trại đối phương vờ ước hẹn trá hàng, làm cho họ mất cảnh giác, sau đó vua Trần cho quân đến đánh phá.
Sau khi kháng chiến thành công, ông được phong chức Tiết độ sứ cai quản phủ Thái Bình. Nhưng không lâu sau ông lại lui về ấp Tịnh Bang (nay ở huyện Vĩnh Bảo, ngoại thành Hải Phòng) lập Dưỡng Chân trang để theo đuổi nghiệp thiền.
Năm 1291, Tuệ Trung thượng sĩ mất, thọ 61 tuổi.

## Thiền sư
Thời trẻ, ông không thích công danh, chỉ ham nghiên cứu về Thiền. Sau, ông học đạo với thiền sư Tiêu Dao, vừa thực hành giải thoát tâm trong đời sống gia đình theo hình thức cư sĩ, vừa đảm trách các công việc xã hội mà triều đình giao phó. Ông được vua Trần Thánh Tông nể vì do kiến thức uyên bác về nội ngoại điển, được vua tôn làm đạo huynh. Ông sáng tác nhiều thi, kệ; một số được kiết tập trong "Thượng sĩ ngữ lục" (Ngữ lục của Thượng sĩ) rất nổi tiếng.

## Tư tưởng
Do sinh ra trong một gia đình có nhiều nghịch cảnh, sớm được theo học thiền sư Tiêu Dao và lại trực tiếp tham dự vào những thời khắc quyết định vận mệnh đất nước nên ông nhận rõ chân tính cuộc đời và chọn lối sống hòa ái, tự tại. Tư tưởng chính của Tuệ Trung Thượng sĩ thể hiện qua lời đáp dành cho câu hỏi tông chỉ thiền là gì của vua Trần Nhân Tông: "Hãy quay về tự thân mà tìm lấy tông chỉ ấy, không thể đạt được từ ai khác" .

## Thơ
Hiện thơ ông còn lại 49 bài, được xếp trong bộ Thượng sĩ ngữ lục. Trích giới thiệu ba bài:
| \| 養真 (Dưỡng Chân, Nuôi dưỡng chân tính) 衰 颯 形 骸 豈 足 云 非 關 老 鶴 避 雞 群 千 青 萬 翠 迷 鄉 國 海 角 天 頭 是 養 真 Suy táp hình hài khởi túc vân, Phi quan lão hạc tị kê quần; Thiên thanh vạn thuý mê hương quốc, Hải giác thiên đầu thị dưỡng chân. Thân xác hao gầy há đáng than, Phải đâu hạc cả lánh gà đàn; Nghìn xanh muôn thuý mờ non nước, Góc biển lưng trời: nơi dưỡng chân. \| 澗底松 (Giản để tùng, Cây tùng ở đáy khe) 最 愛 青 松 種 幾 年 休 嗟 地 勢 所 居 偏 棟 樑 未 用 人 休 怪 野 草 閑 花 滿 目 前 Tối ái thanh tùng chủng kỉ niên, Hưu ta địa thế sở cư thiên; Đống lương vị dụng nhân hưu quái, Dã thảo nhàn hoa mãn mục tiền. Thương cội tùng xanh tuổi bấy niên, Đừng than thế mọc lệch cùng xiên; Cột rường chưa dụng người thôi lạ, Cỏ dại hoa hèn trước mắt chen. \| 照身/瞾身 (Chiếu thân, Soi mình) 焦 頭 爛 額 被 金 袍 五 七 年 間 是 廠 槽 縱 也 超 群 兼 拔 萃 一 回 放 下 一 回 高 Tiêu đầu lạn ngạch bị kim bào, Ngũ thất niên gian thị xưởng tào; Túng dã siêu quần kiêm bạt tụy, Nhất hồi phóng hạ nhất hồi cao. Sém đầu giập trán vận kim bào, Ta bấy năm nay: chốn xưởng tào; Hễ đã hơn người và vượt bậc, Vẻ vang rồi lại đến lao đao. \| | | |
| 養真 (Dưỡng Chân, Nuôi dưỡng chân tính) 衰 颯 形 骸 豈 足 云 非 關 老 鶴 避 雞 群 千 青 萬 翠 迷 鄉 國 海 角 天 頭 是 養 真 Suy táp hình hài khởi túc vân, Phi quan lão hạc tị kê quần; Thiên thanh vạn thuý mê hương quốc, Hải giác thiên đầu thị dưỡng chân. Thân xác hao gầy há đáng than, Phải đâu hạc cả lánh gà đàn; Nghìn xanh muôn thuý mờ non nước, Góc biển lưng trời: nơi dưỡng chân. | 澗底松 (Giản để tùng, Cây tùng ở đáy khe) 最 愛 青 松 種 幾 年 休 嗟 地 勢 所 居 偏 棟 樑 未 用 人 休 怪 野 草 閑 花 滿 目 前 Tối ái thanh tùng chủng kỉ niên, Hưu ta địa thế sở cư thiên; Đống lương vị dụng nhân hưu quái, Dã thảo nhàn hoa mãn mục tiền. Thương cội tùng xanh tuổi bấy niên, Đừng than thế mọc lệch cùng xiên; Cột rường chưa dụng người thôi lạ, Cỏ dại hoa hèn trước mắt chen. | 照身/瞾身 (Chiếu thân, Soi mình) 焦 頭 爛 額 被 金 袍 五 七 年 間 是 廠 槽 縱 也 超 群 兼 拔 萃 一 回 放 下 一 回 高 Tiêu đầu lạn ngạch bị kim bào, Ngũ thất niên gian thị xưởng tào; Túng dã siêu quần kiêm bạt tụy, Nhất hồi phóng hạ nhất hồi cao. Sém đầu giập trán vận kim bào, Ta bấy năm nay: chốn xưởng tào; Hễ đã hơn người và vượt bậc, Vẻ vang rồi lại đến lao đao. |

## Giai thoại
Một hôm, Nguyên Thánh Thiên Cảm Hoàng Thái Hậu mở tiệc trong cung điện. Trên bàn có cả thức ăn mặn và thức ăn chay. Tuệ Trung Thượng sĩ gắp thức ăn không phân biệt chay hay mặn. Hoàng thái hậu hỏi: "Anh tu Thiền mà ăn thịt cá thì làm sao thành Phật được ?" Ông cười đáp: "Phật là Phật, anh là anh. Anh không cần thành Phật. Phật cũng không cần thành anh. Em không nghe các bậc cổ đức nói: Văn Thù là Văn Thù, giải thoát là giải thoát đó sao?" Trong bữa tiệc này có vua Trần Nhân Tông; vua rất thắc mắc về việc này và chưa hiểu rõ ý nghĩa câu trả lời của Tuệ Trung Thượng sĩ, nhưng chưa tiện hỏi.
Năm Đinh Hợi (1287), Hoàng thái hậu Nguyên Thánh Thiên Cảm băng. Thượng hoàng Trần Thánh Tông trông lo việc triều chính ở kinh đô, vua Trần Nhân Tông phải cấp tốc về đất An Bang để thỉnh cậu là Thượng sĩ Tuệ Trung về lo lễ tang. Trên đường về kinh đô bằng thuyền, có thời giờ để Thượng sĩ Tuệ Trung và cháu (vua Trần Nhân Tông) đàm luận. Khi đó, vua vẫn còn thắc mắc về việc Thượng sĩ ăn mặn và những câu trả lời của Thượng sĩ trong bữa tiệc mà Thái hậu đãi lần trước, vì vậy, vua hỏi Thượng sĩ: "Thưa cậu, chúng sanh quen cái nghiệp ăn thịt, uống rượu, làm thế nào thoát khỏi tội báo nghiệp lực?"
Thượng sĩ đáp: "Nếu có người đứng xoay lưng lại, thình lình có vua đi qua phía sau lưng, người kia không biết, vô tinh ném vật gì đó trúng vào vua, thử hỏi người ấy có sợ bị tội hay không và vua có giận bắt tội hay không? Nên biết, hai việc đó không dính dấp gì đến nhau cả."
Tiếp theo đó, Thượng sĩ đọc cho vua nghe hai bài kệ rong kinh sách Phật :
Vô thường chư pháp hành
Tâm nghi tội tiện sanh
Bổn lai vô nhất vật
Phi chủng diệc phi manh
Nhật nhật đối cảnh thời
Cảnh cảnh tòng tâm xuất
Tâm cảnh bổn lai vô,
Xứ xứ Ba-la-mật.
Tạm dịch :
Vô thường các pháp hiện,
Tâm ngờ tội liền sanh
Xưa nay không một vật
Không giống cũng không mầm
Ngày ngày thi đối cảnh
Cảnh cảnh theo tâm xuất
Tâm cảnh vốn là không,
Khắp nơi là "Niết bàn".
Vua suy nghĩ giây lâu nhưng vẫn chưa hiểu hết ý Thượng sĩ nên lại hỏi: "Tuy là như vậy, nhưng nếu tội và phước rõ ràng thì làm thế nào?"
Thượng sĩ biết vua chưa hiểu rõ nên đọc thêm một bài kệ để chỉ bảo thêm:
Khiết tháo dữ khiết nhục,
Chúng sanh các sở thuộc,
Xuẩn lai bách thảo sanh
Hà xứ kiến tội phước.
Tạm dịch (TT) :
Ăn chay cùng ăn thịt
Chúng sanh tùy sở thích
Xuân về cây cỏ tươi
Chỗ nào thấy tội phước !
Vua lại hỏi: "Như vậy, việc công phu giữ giới tinh nghiêm không chút lơi lỏng là để làm gì?" Thượng sĩ chỉ cười mà không đáp câu hỏi, vua cố năn nỉ, Thượng sĩ đọc hai bài kệ ấn tâm cho vua:
Trì giới kiêm nhẫn nhục
Chiêu tội bớt chiêu phúc
Dục tri vô tội phúc,
Phi trì giới nhẫn nhục,
Như nhân thượng thọ thì
An trung tự cầu nguy
Như nhân bất thượng thọ
Phong nguyệt hà sờ vi
Tạm dịch :
Trì giới và nhẫn nhục
Chuốc tội chẳng chuốc phúc
Muốn biết không tội phúc,
Không nhẫn nhục trì giới
Như người đang leo cây
Đang yên lại tìm nguy.
Như người không leo cây
Trăng gió làm gì được?
Đoạn Thượng sĩ bí mật dặn kỹ vua :
"Đừng nói với những người không hiểu biết", (Vật thị phi nhân).
Từ đó, vua Trần Nhân Tông mới biết môn phong Thiền học của Thượng sĩ cao thâm siêu việt. Một hôm khác, vua Trần Nhân Tông hỏi Thượng sĩ về "yếu chỉ của Thiền Tông" và muốn biết được bí quyết giác ngộ mà Thượng sĩ được Thiền sư Tiêu Dao truyền. Thượng sĩ ứng khẩu đáp : "Hãy quay về tự quán xét chính bản thân mình chứ không thể nhờ một người nào khác". (phản quan tự kỷ bản phận sự, bất tòng tha đắc).
Nhờ vào lời dạy thâm sâu bí yếu này của Thượng sĩ mà vua Trần Nhân Tông ngộ được yếu chỉ của Thiền tông và thấy được đường vào Đạo. Từ đó, vua Trần Nhân Tông mới hết lòng tôn kính Thượng sĩ và thờ Thượng sĩ làm thầy.

## Thông tin thêm
- Sách Hoàng Việt Văn Tuyển nói Tuệ Trung Thượng sĩ là Hưng Ninh Vương Trần Quốc Tảng, con lớn của Trần Hưng Đạo. Sự thực thì tuy Tuệ Trung thượng sĩ có tước hiệu là Hưng Ninh Vương, nhưng ông không phải tên là Trần Quốc Tảng, cũng không phải là Trần Hưng Đạo, và tên ông là Trần Quốc Tung.[7]
- Thượng tọa Thích Tuệ Sỹ, một học giả Phật học uyên bác tại Việt Nam thời nay tự đặt pháp hiệu là "Tuệ Sỹ" do muốn theo gương ngài Tuệ Trung Thượng sĩ.[9]